# Jean Nolle
 (février 2012).
Si vous disposez d'ouvrages ou d'articles de référence ou si vous connaissez des sites web de qualité traitant du thème abordé ici, merci de compléter l'article en donnant les références utiles à sa vérifiabilité et en les liant à la section « Notes et références ».
Jean Nolle (4 octobre 1918-30 septembre 1993), est un ingénieur-technicien français. 
Ses compétences et ses observations l'ont amené à promouvoir la réhabilitation et la promotion de la traction animale comme moyen moderne d'autonomisation des paysans. Il a conçu des outils agricoles à traction animale innovants. Il est l'inventeur du concept de la Traction Animale Moderne basé sur la polyvalence des outils.

## Biographie
C'est au sein de diverses organisations internationales - la C.G.O.T. (Compagnie Générale des Oléagineux Tropicaux) de 1950 à 1954 puis le S.E.M.A. (Secteur Expérimental de Modernisation Agricole), mais aussi la FAO - que Jean Nolle a fait le constat lors de ses missions dans les pays du Sud que les projets de développement et les outils proposés n'étaient aucunement adaptés aux populations locales. Dans la lignée de François Partant, il constate d'abord que ces projets profitent essentiellement aux segments les plus riches des populations locales. Très souvent également, ces projets nécessitent l'importation et l'utilisation de matières premières coûteuses et en grande quantité : l'apport d'une nouvelle technologie. Enfin, il a remarqué que les outils proposés ne sont pas adaptés aux femmes, car souvent trop lourds et peu maniables.
Afin de contourner ces difficultés et contradictions, il met au point ce qu'il a appelé Machinisme Agricole Moderne à Traction Animale (MAMATA). Il s'agit d'un ensemble d'outils, simples, complémentaires, polyvalents, auto-constructibles et réparables soi-même : à partir d'un porte-outils, il est possible de fixer divers outils spécifiques. Ces outils sont donc plus légers, moins coûteux et polyvalents.
Dans le cadre d'une critique plus globale de l'agriculture intensive et du machinisme agricole, l'un des buts principaux poursuivis par Jean Nolle est de libérer la petite paysannerie de l'emprise de la sphère marchande et des industriels. En ce sens, la démarche qu'il défendait s'inscrit dans un processus plus global de réappropriation des savoir-faire, des moyens de production et des conditions de vie. À titre d'exemple, la réflexion globale autour de ces outils modernes a, dès le départ, conduit à les concevoir sans qu'il soit nécessaire d'utiliser, pour les entretenir et les réparer, des clés et pinces fabriquées industriellement.
En 1991, avec quelques agriculteurs, il fonde à Rimont (Ariège) l'association PROMMATA, (Promotion d'un Machinisme Moderne Agricole à Traction Animale). Héritière des principes, plans et outils mis au point par Jean Nolle, cette association poursuit, à travers des sessions de formations, d'abord en Europe, mais aussi en Afrique, la promotion de la traction animale. Cela dit, l'objectif premier de cette association n'est pas préserver telle ou telle race d'animal de trait en voie d'extinction (les ânes sont cependant généralement préférés aux chevaux). Les membres de PROMMATA justifient la poursuite de leurs actions du fait des dégâts provoqués par l'agriculture intensive et la mécanisation de l'agriculture, rejoignant en cela les analyses de Claude Bourguignon : 
- L'utilisation régulière d'engins de labour mécanisés, lourds, a pour conséquence de former une semelle de labours : celle-ci (si l'on suit les critiques apportées par les tenants de la traction animale), en constituant un horizon imperméable dans le sol, conduit à la destruction des éléments vivants dans le sol, au lessivage des éléments minéraux essentiels aux cultures;
- L'utilisation d'intrants chimiques conduit à l'appauvrissement et à la destruction des sols.

## Sources et bibliographie
- Une émission radiophonique a été consacrée aux innovations de Jean Nolle : France-Culture, émission Terre à Terre du 21 juillet 2007.
- Jean Nolle, Machines Modernes à Traction Animale : Itinéraire d'un inventeur au service des petits paysans, AFDI/L'Harmattan, Gret, 1986.
- Pierre Truteau, Un paysan français parmi les paysans du tiers-monde, Vie de Jean Nolle, L'Harmattan, 1994.